# Hololepta umbratilis
Hololepta umbratilis är en skalbaggsart som beskrevs av Lewis 1912. Hololepta umbratilis ingår i släktet Hololepta och familjen stumpbaggar. Inga underarter finns listade i Catalogue of Life.